# Natural Bridge (Alabama)
Natural Bridge è un comune degli Stati Uniti d'America situato nella contea di Winston dello Stato dell'Alabama.